# Libuše Billová
Libuše Billová (5. května 1934 Praha nebo Brno – 22. září 2021 Vranovice) byla česká divadelní, filmová, televizní a dabingová herečka.

## Životopis
Pocházela z hudební rodiny, byla dcerou hudebního režiséra a sama začínala v Kühnově pěveckém sboru. Studovala činoherní herectví na Divadelní fakultě Janáčkovy akademie múzických umění v Brně v letech 1954–1956 u profesorů Antonína Kurše a Jaroslava Lokši. Mezi její spolužáky v ročníku patřili například Jiří Brož, Ladislav Lakomý, Jaroslav Dufek, Josef Somr a další. Po dvou sezónách v Českém Těšíně se stala v sezóně 1958/59 členkou Divadla bratří Mrštíků. Ztvárnila zde kolem stovky rolí, diváci ji znají například z inscenací Madam Sans Géne, Paní Ministrová, Maryša, Jak hrozen v parném slunci, Večer tříkrálový a mnoha dalších. Hrála zde i v roce 2014.
Kromě svojí divadelní kariéry se věnovala práci v rozhlase, společně s manželem  například namluvili satirickou povídku Stephena Leacocka: Karolíniny Vánoce aneb Nevysvětlitelné nemluvně. Z práce v dabingu se především proslavila její Gábi z maďarského animovaného seriálu Smolíkovi. 
Za své celoživotní mistrovství v dabingu získala v roce 2006 Cenu Františka Filipovského. Jejím manželem byl herec Maxmilian Hornyš. Důchod strávila společně s ním v jihomoravských Přibicích. 

## Filmografie
- Hauři (1987)
- Kouzelný měšec (1996)
- Dvojrole (1999)
- Podzimní návrat (2001)

Dále ztvárnila řadu rolí v televizních filmech a seriálech (Bakaláři, Četnické humoresky, Vinaři).